# Liste von Aussichtstürmen in Berlin
Die Liste von Aussichtstürmen in Berlin enthält Bauwerke, welche über für den Publikumsverkehr zugängliche Aussichtsmöglichkeiten verfügen. Sie umfasst Aussichts-, Fernseh- und Wassertürme, Hochhäuser, Kirchtürme, stationäre Fahrgeschäfte und sonstige Aussichtsplattformen – auch ehemalige Türme (usw.). Die Listen enthalten keine reisenden Panoramafahrgeschäfte.

## Liste
Anmerkung: Die Tabellenspalten sind sortierbar, dazu dienen die Symbole bei den Spaltenüberschriften. In der Ausgangsansicht sind die Türme nach Gesamthöhe (absteigend), bei gleicher Höhe nach Name des Bauwerks (aufsteigend) sortiert.

### Bestehende Bauwerke
| Name des Bauwerks                          | Ort                     | Bau- jahr | Ges. höhe (m) | Platt- form- höhe (m) | Auf- zug | Bauwerkstyp                   | Bemerkungen                                                           | Bild |
| ------------------------------------------ | ----------------------- | --------- | ------------- | --------------------- | -------- | ----------------------------- | --------------------------------------------------------------------- | ---- |
| Berliner Fernsehturm                       | Berlin-Mitte Lage       | 1969      | 368           | 204                   | ja       | Sendeturm (Stahlbeton)        |                                                                       |      |
| Park Inn by Radisson Berlin Alexanderplatz | Berlin-Mitte Lage       | 1970      | 150           | 125                   | ja       | Hochhaus                      |                                                                       |      |
| Berliner Funkturm                          | Berlin-Westend Lage     | 1926      | 146,8         | 126 0+ 055            | ja       | Sendeturm (Stahlfachwerkturm) |                                                                       |      |
| Kollhoff-Tower                             | Berlin-Tiergarten Lage  | 1999      | 103           |                       | ja       | Hochhaus                      |                                                                       |      |
| Glockenturm Berlin                         | Berlin-Westend Lage     | 1936      | 077,17        |                       | ja       | Stahlbetonturm                |                                                                       |      |
| Berliner Siegessäule                       | Berlin-Tiergarten Lage  | 1938      | 067           | 050,66                | nein     | Steinturm                     |                                                                       |      |
| Zionskirche (Berlin)                       | Berlin-Mitte Lage       | 1873      | 067           | 022                   | nein     | Kirchturm                     | 104 Stufen                                                            |      |
| Grunewaldturm                              | Berlin-Grunewald Lage   | 1899      | 055           | 036                   | nein     | gemauerter Turm               | überdacht; bis 1948 Kaiser-Wilhelm-Turm                               |      |
| Reichstagskuppel                           | Berlin-Tiergarten Lage  | 1997      | 047           | 040,7                 | ja       | Glaskuppel                    | 2 Aufzüge zur Dachterrasse in 24 m Höhe                               |      |
| Riesenrad Berlin-Spreepark                 | Berlin-Plänterwald Lage | 1979      | 045           | 045 0bis 0            | nein     | Riesenrad                     | Seit 2002 außer Betrieb                                               |      |
| Juliusturm                                 | Berlin-Haselhorst Lage  | 13. Jh.   | 030           |                       | nein     | gemauerter Turm               |                                                                       |      |
| Müggelturm                                 | Berlin-Köpenick Lage    | 1961      | 029,61        |                       | nein     | Stahlbetonturm                | überdacht                                                             |      |
| Wolkenhain                                 | Berlin-Marzahn Lage     | 2017      | 0~ 20         |                       | ja       | Stahlkonstruktion             |                                                                       |      |
| Aussichtsturm Zenner                       | Berlin-Treptow Lage     | 195?      | 0?            |                       | nein     | Betonkonstruktion             | Turm ist nur Dekoration an einem Schornstein; er ist nicht zugänglich |      |

### Nicht mehr bestehende Bauwerke
| Name des Bauwerks              | Ort             | Bau- jahr | Ges. höhe (m) | Platt- form- höhe (m) | Auf- zug | Bauwerkstyp     | Bemerkungen    | Bild |
| ------------------------------ | --------------- | --------- | ------------- | --------------------- | -------- | --------------- | -------------- | ---- |
| Bismarckturm (Berlin-Köpenick) | Berlin-Köpenick | 1904      | 040           |                       | nein     | gemauerter Turm | 1945 gesprengt |      |

## Abkürzungen
In den Tabellen verwendete Abkürzungen bedeuten:
- Jh. = Jahrhundert